# 705
705（七百五、ななひゃくご）は自然数、また整数において、704の次で706の前の数である。

## 性質
- 705は合成数であり、約数は 1, 3, 5, 15, 47, 141, 235, 705 である。
  - 約数の和は1152。
- 705 = 3 × 5 × 47
  - 92番目の楔数である。1つ前は682、次は710。
  - 705 = 15 × 47
    - n = 15 のときの n と prime(n) との積とみたとき1つ前は602、次は848。(オンライン整数列大辞典の数列 A033286)
- 各位の和が12になる59番目の数である。1つ前は660、次は714。
- 705 = 22 + 52 + 262 = 42 + 82 + 252 = 42 + 172 + 202 = 52 + 142 + 222 = 72 + 162 + 202 = 102 + 112 + 222
  - 3つの平方数の和6通りで表せる42番目の数である。1つ前は699、次は706。(オンライン整数列大辞典の数列 A025326)
  - 異なる3つの平方数の和6通りで表せる20番目の数である。1つ前は698、次は713。(オンライン整数列大辞典の数列 A025344)

## その他 705 に関連すること
- フェデックス705便ハイジャック未遂事件
- 705型潜水艦
- 705空
- 705P
- 705SH
- 705NK
- 705N
- 705SC
- 705T